# Österreichische Gesellschaft für Graphologie und Schriftexpertise
Die Österreichische Gesellschaft für Graphologie und Schriftexpertise (ÖGS) ist der österreichische Berufsverband der geprüften Graphologen.

## Tätigkeit
Die Berufsausübung von Graphologen ist in Österreich an keinen Befähigungsnachweis gebunden. Die geprüften Mitglieder der Gesellschaft verweisen auf eine fundierte Ausbildung und laufende Weiterbildung im Rahmen von monatlichen Jour fixes und jährlichen Seminaren zur Sicherung des Niveaus der Gutachten.
Seit 2001 ist die Gesellschaft Mitglied der Europäischen Gesellschaft für Schriftpsychologie und Schriftexpertise e.V. (EGS) mit Sitz in Zürich.
Einzelne Mitglieder der Gesellschaft sind gerichtlich beeidete Sachverständige für Urkundenuntersuchung und Schriftwesen.

## Organisation
Der 1978 von Walter Muckenschnabel gegründete Berufsverband steht unter der Leitung von Elisabeth Charkow, deren Stellvertreter ist Marianne Nürnberger. Ehrenpräsident ist Walter Brandner, der zuvor die Präsidentenfunktion innehatte.

## Publikationen
- Liste der Autoren und Artikel der Fachzeitschrift ZfM/ZfS Zeitschrift für Menschenkunde bzw. ab 2000 Zeitschrift für Schriftpsychologie und Schriftvergleichung, Verlag Braumüller Wien, von 1953 bis zur Einstellung der Zeitschrift Ende 2000, Redaktionen Herbert Hönel, Urs Imoberdorf, Angelika Seibt PDF
- Liste der Autoren und Artikel der Fachzeitschrift AGP Angewandte Graphologie und Persönlichkeitsdiagnostik von 1986 bis 2008, Bundesverband Geprüfter Graphologen/Psychologen e.V., Redaktion Helmut Ploog, München PDF